# Mór Jókai
Mór Jókai (Komárom, 18 februari 1825 - Boedapest, 5 mei 1904) was een Hongaarse romanschrijver, "a nagy Magyar mesemondó" (de Grote Hongaarse sprookjesverteller), en lid van de MTA (de Hongaarse Academie van Wetenschappen).

## Jeugd
Jókai werd in Komárom geboren als zoon van de advocaat József Jókay Ásvay en diens vrouw Mária Pulay, in een adellijk, intellectueel gezin. Zijn vader behoorde tot de verarmde adel. Pas nadat hij gedwongen was zijn grondbezit te verkopen, werd hij advocaat. Jókai was het vijfde kind van het gezin (maar twee van zijn oudere broers stierven als baby). Oorspronkelijk werd hij Móric ('Maurits') Jókay Ásvai genoemd. Hij staat dan ook als Móric in het geboorteregister geregistreerd.
Jókai liep school in Komárom en later in Presburg in het hervormd gymnasium, waar zijn ouders hem naartoe gestuurd hadden om Duits te leren. Nadien kwam hij op het hervormd college van Pápa terecht, waar hij zijn einddiploma behaalde. In de zelfstudiegroep werd hij bevriend met Petőfi. In die tijd verschenen zijn eerste novellen. 
In Kecskemét studeerde hij rechten en in Pest bemachtigde hij een stageplaats als advocaat, maar in 1844, na het verschijnen van zijn eerste roman, A Hetköznapoknak a sikera után, keerde hij zijn juristencarrière de rug toe en wijdde hij zijn leven aan het schrijven. In 1846 werd hij lid van de vereniging „Tizek Társasága”. Aanvankelijk werd hij redacteur van het eigen tijdschrift van de vereniging, de „Pesti Füzetek”, maar nadat de krant verboden werd, ging hij als redacteur van het nieuwe tijdschrift „Életképek” aan de slag.

## 1848
Aan de revolutie en vrijheidsstrijd van 1848-49 nam hij actief deel, hij hielp bij het formuleren van de Twaalf Punten, hij ging in dienst bij de Nationale Garde, en publiceerde in de „Esti lapok” anti-Habsburgse columns. Hij ging bij het gezantschap van de Weense opstandelingen en als redacteur van het officiële blad begeleidde hij de vluchtende regering naar Debrecen.
Op de avond van 15 maart 1848 bekeek hij in het Nationaal Theater de voorstelling „Bánk Bán”. Hier trad Róza Laborfalvi op in de rol van Koningin Gertrúd. Ze spelde een kokarde op de borst van Jókai. De ontmoeting resulteerde in een relatie en op 29 augustus trouwden ze. Het huwelijk wekte heel wat verontwaardiging, zowel in hun families als in hun vriendenkring (Jokai verbrak ook de vriendschap met Petőfi), omdat de toen al bekende en succesvolle actrice ouder was dan Jókai en ze een buitenechtelijk kind had.
Na de mislukking van de vrijheidsstrijd moest hij onderduiken en vluchtte hij naar Tardona. Deze periode schrijft hij neer in zijn „Egy bujdosó naplója” (Dagboek van een voortvluchtige). In 1849, gedeeltelijk door de tussenkomst van zijn vrouw, die voor hem een vrijgeleide regelde, kreeg hij genade en kon hij naar huis terugkeren. 

## Hoogtij
Hij schreef veel romans en reeds in de jaren ’50 van de 19de eeuw werd hij heel populair. Deze periode was zijn meest productieve; Daardoor werd hij de eerste Hongaarse schrijver die van zijn honorarium als een echte bourgeois kon leven. Hij reisde veel en in 1853 kwam hij voor het eerst in Transsylvanië. Zijn vrouw begeleidde hem meermaals naar optredens. Op 3 september 1857 openden Jókai en Róza Laborfalvi, respectievelijk met een openingswoord en een gastvoorstelling, het nationaal theater in Miskolc. In dezelfde periode kwamen zijn hart- en longproblemen aan het licht. 
In december 1858 werd hij corresponderend lid  van de Hongaarse Academie van Wetenschappen. In 1860 werd hij tot lid van „Kisfaludy Társaság” (het Kisfaludygezelschap) verkozen. In 1861 werd hij afgevaardigde van de stad Siklós; hij werd ook lid van de partij van Teleki, „Teleki Határozati Párt”. Nadat de partij uiteenviel, stapte hij over naar de partij van Kálmán Tisza (1875).
Ondertussen richtte hij verschillende tijdschriften op: in 1856 „Nagy Tükör”, in 1858 het tijdschrift „Üstökös”, in 1863 stichtte hij het tijdschrift „Hon”. De regering vond een van de hoofdartikelen daarin beledigend, waardoor Jókai, als verantwoordelijke redacteur, voor persmisdrijf tot een gevangenisstraf veroordeeld werd, maar hij kwam al na een maand vrij. In de jaren ’80 van de 19de eeuw trok hij zich terug. Hij zag achtereenvolgens af van zijn activiteiten als redacteur, maar uit de vereniging van „Hon” en Ellenőr ontstond „Nemzet”. Na hun ontbinding bleef hij tot aan zijn dood hoofdredacteur van de opvolger, „Magyar Nemzet”. In deze periode verbleef hij vaak in buitenlandse thermaalbaden, de tuinen van Svábhegy (Boedapest) of in zijn villa in Balatonfüred. 
In 1894 verschenen ter ere van zijn 50-jarig schrijversjubileum zijn werken in een sieruitgave van honderd banden en de Budapesti Királyi Magyar Tudományegyetem (de Koninklijke Hongaarse Universiteit van Boedapest) benoemde hem tot eredoctor. 

## Nieuwe jeugd
Op 20 november 1886 stierf zijn echtgenote Róza. Vanaf dat moment ging Jókai bij zijn geadopteerde kleinkind, Róza Jókai (dochter van Róza Benke) wonen, die getrouwd was met de schilder Árpád Feszty. Hun relatie vertroebelde in 1899, omdat de bejaarde schrijver op 16 september trouwde met de twintigjarige Bella Nagy. De gebeurtenis werd door de publieke opinie op veel verontwaardiging onthaald. Maar het jonge paar bekommerde zich niet om de kritiek. Ze ondernamen heel wat buitenlandse reizen en Jókai schreef met ongebroken elan nieuwe romans, zoals bijvoorbeeld „Az én életem regénye”, „A mi lengyelünk”, „Ahol a pénz nem isten” (die geïnspireerd was door groothertog Szalvátor János) of „A börtön virága”, maar het niveau van deze romans haalden niet meer het niveau van zijn vroegere meesterwerken. 
Mór Jókai liep in 1904, toen hij naar huis terugkeerde uit Nice, een verkoudheid op. Op 5 mei 1904, om negen uur 's avonds zei hij: „Ik wil slapen”. Daarna stierf hij, tachtig jaar oud, aan een longontsteking.

## Schrijversmethode

### Principe van de romanconstructie
De romans van Jókai volgen  voornamelijk de structuur van de schelmenroman (of picareske romans) (doordeweekse avonturenromans, of reisavonturenromans – zoals bijvoorbeeld Voltaires “Candide”, Swifts “Gullivers reizen”, Bessenyeis “Tariménesz utazásai”, enz.). Het tijdsverloop van de romans is in de meeste gevallen lineair (de gebeurtenissen worden gewoonlijk steeds enkele jaren ingekort). Daarnaast karakteriseren meervoudige exposities en het groot aantal nevenverhaallijnen het romantype van Jókai.

### Stijl
De romans van Mór Jókai zijn in het algemeen romantisch van stijl, maar daarnaast vinden we ook volkse en realistische elementen terug. Vaak zijn de genres heel afwisselend.
Kenmerken van de romantiek
- Voorstelling van een held: In de meeste romans vinden we enkel positieve of negatieve helden terug. Dit resulteert in schematisering, waardoor we geen zielsschildering, of karakterschildering terugvinden.
- Mysticisme
- Strafzaak (diefstal, bedrog)

Deze twee kenmerken zijn enkel als episch element aanwezig; In het realisme van zijn tijdgenoten vervullen deze elementen al een belangrijke rol.
- Stemmingswisselingen: Humor en tragedie wisselen elkaar vaak af, anekdotische details.
- Meervoudige exposities, parallelle verhaallijnen: Deze eigenschappen zijn van de picareske roman afkomstig en zijn uitsluitend als episch element aanwezig (Bij de realisten zijn hier de wereldbeschouwelijke gevechten terug te vinden).
- Nieuwe, persoonlijke mythologie of nationale mythologie

De volkse kenmerken
- Imitatie van de structuur van volkssprookjes (plaatselijk)
- Verhalen gebaseerd op anekdotes

Kenmerken van het realisme
- Creatie van typetjes (typeren, benadrukken van belangrijke elementen en samenpersen in een karakter)
- Beschrijving van de omgeving
- Beschrijving van maatschappij, politiek en geschiedenis
- In sommige romans realistische karakters

## Grootste werken
- Hétköznapok (roman, Pest, 1846)
- Vadon virágai (novelles, Pest, 1848)
- Forradalmi és csataképek 1848 és 1849-ből (novelles, Pest, 1850)
- Egy bujdosó naplója (novelles, Pest, 1851)
- Erdély aranykora (roman, Pest, 1852)
- Török világ Magyarországon (roman, Pest, 1853)
- Egy magyar nábob (roman, Pest, 1853–1854)
- Janicsárok végnapjai (roman, Pest, 1854)
- Kárpáthy Zoltán (roman, Pest, 1854)
- A régi jó táblabírák (roman, 1856)
- Szegény gazdagok [2] (roman, Pest, 1860)
- A magyar nemzet története regényes rajzokban (historiografie, Pest, 1860)
- Az új földesúr (roman, Pest, 1862)
- Politikai divatok (roman, Pest, 1862–1864)
- Mire megvénülünk (roman, Pest, 1865)
- Szerelem bolondjai (roman, Pest, 1868–1869)
- A kőszívű ember fiai (roman, Pest, 1869)
- Fekete gyémántok (roman, Pest, 1870)
- Eppur si muove. És mégis mozog a föld (roman, Pest, 1872)
- Az arany ember (roman, Pest, 1872)
- A jövő század regénye (roman, Pest, 1872–1874)
- Enyém, tied, övé (roman, Boedapest, 1875)
- Az élet komédiásai (roman, Boedapest, 1876)
- Egy az Isten (roman, Boedapest, 1877)
- Névtelen vár (roman, Boedapest, 1877)
- Szép Mikhál (roman, 1877)
- Rab Ráby
- Szabadság a hó alatt, vagy a zöld könyv (roman, 1879)
- Szeretve mind a vérpadig[3] (roman, Boedapest, 1882)
- A lőcsei fehér asszony (roman, Boedapest, 1885)
- A cigánybáró (roman, Boedapest, 1885)
- Életemből (memoires, Boedapest, 1886)
- A három márványfej (roman, 1887)
- Jocus és Momus (verzameling anekdotes, 1888)
- A lélekidomár (roman, 1888-89)
- A tengerszemű hölgy (roman, Boedapest, 1890)
- Gazdag szegények (roman, Boedapest, 1890)
- Nincsen ördög (roman, 1891)
- Rákóczy fia (roman, 1891)
- Sárga rózsa (roman, Boedapest, 1893)
- Fráter György (roman, Boedapest, 1893)
- A Kráó (roman, 1895)
- Tégy jót! (roman, 1895)
- Öreg ember nem vén ember (roman, 1900)
- A börtön virága (roman, 1904)
- A két Trenk (roman, Boedapest, 1907?)
- A nagyenyedi két fűzfa

## Gedenkbanken van Mór Jókai
- Török világ Magyarországon